# Psaliodes infulata
Psaliodes infulata là một loài bướm đêm trong họ Geometridae.